# Equipo de Copa Davis de la República Checa
El Equipo checo de Copa Davis es el representativo de República Checa en la máxima competencia internacional de tenis. Su organización está a cargo de la Federación checa de tenis.

## Historia
Républica Checa debutó en la edición de 1921 bajo el nombre de Checoslovaquia. Ganó un título bajo esa denominación, en la edición de 1980 y previamente en la edición de 1975 había llegado a su primera final.
Uniforme

### Títulos
- 1980:

Bajo el nombre de Checoslovaquia obtuvo su primer título al vencer a Italia como local por 4:1 en diciembre de 1980.
- 2012:

Obtuvo su segundo título al vencer a España por 3:2 como local el 18 de diciembre de 2012.
- 2013:

Obtuvo su tercer título al vencer a Serbia por 3:2 como visitante el 17 de noviembre de 2013.

## Actualidad
En la Copa Davis 2008 República Checa debutó exitosamente ante Bélgica sobre carpeta sintética en la ciudad de Ostrava. En cuartos de final visitó a Rusia en Moscú sobre canchas de polvo de ladrillo en una serie de sorpresas. Primero, el alicaído Marat Safin logró vencer a Tomáš Berdych, N.º 10 del mundo tras perder los dos primeros sets. En el segundo punto, Radek Štěpánek logró una sorprendente victoria en sets corridos sobre Igor Andreev. República Checa no aprovechó su punto más fuerte y cayó en el dobles. En el cuarto punto, Tomáš Berdych se retiró en el quinto set ante Nikolay Davydenko y con la serie ya definida, Lukas Dlouhy superó a Safin en sets corridos. La serie favoreció a Rusia, por 3-2.
República Checa seguirá en el Grupo Mundial en 2009 y debutará ante Francia como local.

### Plantel actual
| Jugador                         | 2021       | 2021   | Total      | Total  |
| Jugador                         | Individual | Dobles | Individual | Dobles |
| ------------------------------- | ---------- | ------ | ---------- | ------ |
| Lukáš Rosol                     | 1-0        |        | 14-10      | 2-3    |
| Jiří Veselý                     | 2-0        |        | 11-10      | 2-3    |
| Jugadores en color azul activos |            |        |            |        |